# Sugihan (Solokuro)
Sugihan is een bestuurslaag in het regentschap Lamongan van de provincie Oost-Java, Indonesië. Sugihan telt 2772 inwoners (volkstelling 2010).